# Pietro Maria Bardi
Pietro Maria Bardi (La Spezia, 21 de febrero de 1900 - São Paulo, 1 de octubre de 1999) fue un periodista, crítico e historiador de arte, marchand, coleccionista y galerista italiano.

## Biografía
Inicia su formación elemental en La Spezia, pero deja la escuela sin concluir los estudios. Trabajó como obrero asistente en el Arsenal Marítimo de su tierra y luego se convirtió en aprendiz en un bufete de abogados. En 1917 fue convocado por el ejército italiano y partió de su ciudad natal. En esa fase inició su carrera periodística, antes ya esbozada en algunas colaboraciones a diarios como "Gazzetta di Génova" y el "Indipendente" y con la publicación, a los 16 años, de su primer libro, un ensayo sobre colonialismo.
En 1919, se muda a Bérgamo, donde trabaja como periodista para el Giornale di Bergamo y luego para el diario Il Secolo. Se traslada a Milán en 1924, y dos años después se convierte en redactor del Corriere della Sera. En marzo de 1926 se afilia al Partido Nacional Fascista.
En 1930 se traslada a Roma, donde dirige una galería de arte financiada por el Sindicato Nacional Fascista de Bellas Artes. Durante ese mismo año retoma la actividad periodística como redactor del diario L'Ambrosiano. En 1931 escribe un famoso reporte sobre arquitectura para Mussolini, y promueve la Muestra Italiana de Arquitectura Racional. A partir de 1933 dirige junto a Massimo Bontempelli la revista Quadrante, dedicada a las artes y la arquitectura, publicada hasta 1936, contando con la colaboración de Le Corbusier y Giuseppe Terragni, entre otros.
A partir de 1937 comienza a oponerse a la arquitectura oficial de Mussolini, en una polémica que se vuelve notoria en el medio sociocultural italiano.
En 1946 se casa con la arquitecta Lina Bo y juntos se mudan a Brasil ese año, llevando consigo su colección de obras de arte y su biblioteca. Organizan una serie de muestras y exposiciones de pintura italiana antigua. Conocen al periodista Assis Chateaubriand, quien manifiesta la intención de crear en Brasil un museo de arte e invita a Bardi para dirigirlo. Pasó a orientar al excéntrico periodista brasileño en la compra de cuadros, eligiendo las obras y cerciorándose de sus autenticidades. La dupla, utilizando el dinero de banqueros, cafetaleros y millonarios industriales paulistas y aprovechándose principalmente de las tradicionales familias europeas, que se estaban recomponiendo de los estragos causados por la Segunda Guerra Mundial, realiza una serie de viajes a Europa para elegir y adquirir las obras que formarían la pinacoteca del Masp, reuniendo un acervo estimado en cerca de 1.200 millones de dólares. Los primeros cuadros fueron dos Tintoretto, un Botticelli, un Murillo, un Francesco Francia y un Magnasco. El Museo de Arte de São Paulo Assis Chateaubriand (Masp) es inaugurado en octubre de 1947.
Uno de los mayores descubrimientos de Bardi ocurrió en 1953, en Nueva York, cuando, con Chateaubriand y el banquero Walter Moreira Salles, se dio cuenta de que había un Rafael a la venta, pero la autoría era dudosa. No había ningún documento comprobando que era un Rafael. Bardi compró la obra, ante la estupefacción de los expertos en Renacimiento, escuela italiana de los siglos XV y XVI, de la cual Rafael es uno de los principales artistas. Los investigadores descubrieron en la biblioteca del Oxford Museum, en Inglaterra, esbozos de La Resurrección de Cristo, la obra que está en el Masp, firmados por Rafael Sanzio.
En 1953 colabora como director de arte en la película Magia Verde, dirigida por Gian Gaspare Napolitano.
Bardi presidió, con conservadurismo, rigor y exigencia, el Masp por 44 años, organizando muestras de Expresionismo Alemán, Pablo Picasso, Gaudí, Miró, tesoros del Kremlin, pintura italiana de la posguerra a nuestros días, Sebastián Salgado y Albert Eckhout, entre otros, convirtiéndolo en el centro de artes más importante de América Latina.
Se desvía de la dirección del Masp en 1996. Abatido y con la salud debilitada desde la muerte de Lina, en 1992, Bardi fallece el 1 de octubre de 1999.

## Obras
- 1930 -Carrà y Soffici: 102 tablas y referencias
- 1933 - Un fascista al país soviético
- 1936 - El camino y el volante (novela)
- 1970 - Nuevo Arte Brasileño
- 1971 - Viaje de Arquitectura
- 1972 - La arquitectura en Italia (1919-1943)
- 1980 - Arte brasileño